# Kaproun
Kaproun (deutsch Kaltenbrunn) ist ein Ortsteil der Gemeinde  Kunžak  in Tschechien. Er liegt neun Kilometer nordöstlich von Nová Bystřice  und gehört zum Okres Jindřichův Hradec. Der Ort ist als ein Rundangerdorf angelegt.

## Geographie
Kunžak befindet sich im Westen der Javořická vrchovina im Naturpark Česká Kanada. Westlich verläuft die Schmalspurbahnstrecke Jindřichův Hradec–Nová Bystřice (Neuhaus-Neubistritz). Im Norden erhebt sich der 738 m hohe Vysoký kámen (Markstein). An seinem Fuße entspringen nordöstlich der Koštěnický potok und der Reißbach.
Die Nachbarorte sind im Norden Kunžak (Königseck) und im Süden Klenová.

## Geschichte
Im Urbar der Herrschaft Landstein 1487 wird „Kalpauny“ erstmals urkundlich genannt. Die Anlage von Kaltenbrunn und die bis 1945 gesprochene Ui-Mundart (nordbairisch) mit ihren speziellen bairischen Kennwörtern, weist auf eine Besiedlung durch bairische deutsche Stämme aus dem oberpfälzischen Raum hin, wie sie nach 1050, aber vor allem im 12/13. Jahrhundert erfolgte.
Ab 1554 schrieb man Kalpravn, aus dem sich später Kaltenbrunn entwickelte. Kurzzeitig gehörte ein Teil des Ortes zur Herrschaft Neubistritz und der andere Teil zum Spital Johannes des Täufers. Später wurde der gesamte Ort der Herrschaft Neubistritz untergeordnet. Nach den Verwüstungen des Dreißigjährigen Krieges lebten laut der Schloßchronik von Neuhaus im Jahre 1652 nur noch fünf Bauern in Kaltenbrunn. Die Matriken werden seit 1769 bei Adamsfreiheit geführt. Während des 18. Jahrhunderts wurde Flachs angebaut, um es zu Hausleinwand zu verarbeiten, so wurde neben dem Ackerbau der Flachsanbau und dessen Verarbeitung zum Haupterwerbszweig der Einwohner von Kaltenbrunn. So wurde das Flachs in Heimarbeit, gesponnen, gewoben und danach für Strumpfstickereien verwendet. Daneben gab es noch ein Gasthaus und eine Gemischtwarenhandlung in Kaltenbrunn. Von den Bauern wurden, neben dem Flachs, auch Roggen Hafer, Kartoffeln, Mais, Hanf, Kraut und Krautrüben angebaut. Der in Südmähren seit Jahrhunderten gepflegte Weinbau spielte aufgrund des ungünstigen Klimas und Bodens keine Rolle. Eine Schule wurde im Jahre 1824 errichtet. Nach 1848 bildet „Kaltenbrunn“ zusammen mit dem Ortsteil Leinbaum eine Gemeinde. Um 1900 wurde die Schule neugebaut und später auf zwei Klassen erweitert.
Nach dem Ersten Weltkrieg kam der zuvor zu Österreich-Ungarn gehörende Ort, dessen Bewohner 1910 zu 95 % zur deutschen Sprachgruppe zählten, durch den Vertrag von Saint-Germain zur Tschechoslowakei. Maßnahmen folgten wie die Bodenreform und die Sprachenverordnung. Dadurch kam es durch Siedler und neu besetzte Beamtenposten  zu einem vermehrten Zuzug von Personen tschechischer Nationalität. Aufgrund dessen wurde die deutsche Schule im Ort geschlossen und im Jahre 1920 in eine tschechische Privatschule umgebaut. Die deutschen Kinder wurden deswegen in Leinbaum eingeschult. 1932 vernichtete ein Hagelsturm fast die gesamte Ernte des Dorfes. Nach dem Münchner Abkommen wurde Kaltenbrunn am 1. Oktober 1938 ein Teil des deutschen Reichsgaus Niederdonau.
Nach dem Ende des Zweiten Weltkrieges wurden die im Münchener Abkommen an Deutschland übertragenen Territorien, wieder der Tschechoslowakei zugeordnet. Bis auf 60 Personen wurden alle Einwohner am 29. Mai 1945, zeitgleich mit den Bewohnern der umliegenden Orte, nach Österreich vertrieben. Bei Nachkriegsexzessen kamen drei deutsche Ortsbewohner zu Tode. Die in Österreich befindlichen Vertriebenen wurden, bis auf zwei Familien, in Übereinstimmung mit den ursprünglichen Überführungs-Zielen des Potsdamer Abkommens nach Deutschland weiter transferiert.
Im Jahre 1985 wurde Kaproun nach Kunžak eingemeindet.

## Siegel und Wappen
Das älteste bekannte Siegel stammt aus dem 19. Jahrhundert und zeigt eine fünfblättrige Rose, welche von einem kleinen Kreisring umgeben und unten von einer Blattgirlande geschmückt ist. Nach 1929 führte die Gemeinde ein Siegel mit dem böhmischen Löwen, welches umringt von zweisprachigen Inschriften war. Solch ein Siegel führten normalerweise nur Notare und Staatsbehörden.

## Bevölkerungsentwicklung
| Volkszählung | Einwohner gesamt | Volkszugehörigkeit der Einwohner | Volkszugehörigkeit der Einwohner | Volkszugehörigkeit der Einwohner |
| Jahr         | Einwohner gesamt | Deutsche                         | Tschechen                        | Andere                           |
| ------------ | ---------------- | -------------------------------- | -------------------------------- | -------------------------------- |
| 1880         | 169              | 169                              | 0                                | 0                                |
| 1890         | 154              | 151                              | 3                                | 0                                |
| 1900         | 155              | 155                              | 0                                | 0                                |
| 1910         | 139              | 132                              | 7                                | 0                                |
| 1921         | 152              | 118                              | 33                               | 1                                |
| 1930         | 371              | 289                              | 81                               | 1                                |
| 1991         | 4                |                                  |                                  |                                  |
| 2001         | 6                |                                  |                                  |                                  |

## Sehenswürdigkeiten
- Kapelle

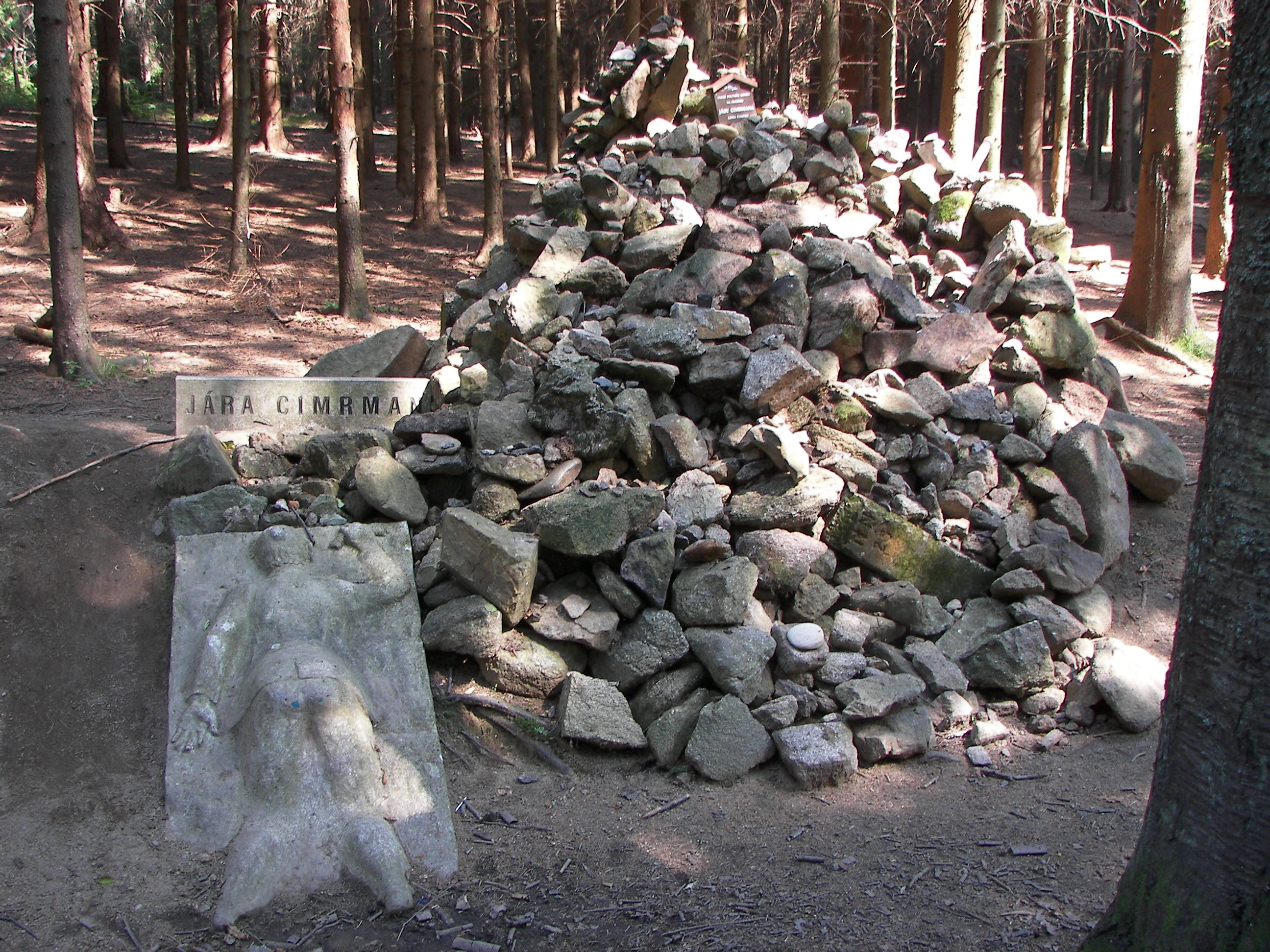
Jára-Cimrman-Denkmal bei der Bahnstation Kaproun

- Steinkreuz mit Glocke in der Dorfmitte
- Bildstock (Richtung Leinbaum) erinnert an 1866
- Schule (besteht 1842), um 1900 Neubau; 1910 zweiklassig, 1920/21 einklassig (24 Kinder); 1923 wegen Sinken der Schülerzahl unter 20 von den Tschechen übernommen. Bis 1938 gehen die deutschen Kinder im Sommer und Herbst in Leinbaum zur Schule (2,5 km)
- Markstein auf der Straße nach Königseck: Grenze Böhmen – Mähren
- Preußendenkmal (1866)
- Jára Cimrman-Denkmal bei der Bahnstation